# Tadeusz Biliński (nauczyciel)
Tadeusz Biliński (ur. 1 lipca 1886 w Rzeszowie, zm. 23 marca 1949 w Krakowie) – polski nauczyciel.
Był synem nauczyciela szkół gimnazjalnych Klemensa Bilińskiego. On sam również był profesorem języka niemieckiego w gimnazjum w Rzeszowie, następnie w Nowym Targu i Krakowie. 6 listopada 1939 został aresztowany w ramach Sonderaktion Krakau oraz wywieziony do obozu koncentracyjnego w Sachsenhausen. W ramach organizowanych przez więźniów kursów uczył ich języka niemieckiego. Powrócił do Krakowa 9 lutego 1940 poważnie chory. W następstwie obozowych przeżyć cierpiał na przewlekłą niewydolność serca.
Był ojcem dwóch córek: pianistki Marii Bilińskiej-Riegerowej oraz Ireny. Pochowany został na cmentarzu Rakowickim w Krakowie